# Ямщиков, Савва Васильевич
Са́вва (Саве́лий) Васи́льевич Ямщико́в (8 октября 1938, Москва, СССР — 19 июля 2009, Псков, Псковская область, Россия) — советский и российский художник-реставратор, историк искусства, публицист, журналист, учёный-культуролог, историк, писатель, теле- и радиоведущий. Заслуженный деятель искусств РСФСР (1982). Член Российской академии естественных наук (РАЕН). Член Союза писателей России.
Открыл жанр русского провинциального портрета XVIII—XIX веков, возродил к жизни имена забытых русских художников и иконописцев.
Был консультантом режиссёра Андрея Тарковского во время съёмок советского исторического художественного фильма «Андрей Рублёв» (1966).

## Биография
Савва (Савелий) Ямщиков родился 8 октября 1938 года в Москве, в старообрядческой семье, из беспоповцев. Бабушка при рождении окрестила его Саввой в старообрядческой церкви, на Преображенке, которую строили его предки и в которой он потом и вырос, посещал службы, пел в церковном хоре. По велению своей матери, Василий Ямщиков (умер в 1941 году от скоротечной чахотки), кадровый военный, командир пожарного взвода, неверующий, должен был записать сына в государственном органе ЗАГС Саввой, но там заявили, что такого имени у советского ребёнка быть не может, и записали его Савелием. Семья жила в доме № 4 (барак 14) на Павелецкой набережной (как выяснилось через много лет, по соседству с Саввой в те же годы там жили Юрий Лужков и Андрей Тарковский). Мать — Александра Васильевна, хранила завет старой веры поморского согласия.
Как и большинство своих сверстников, он был членом ВЛКСМ.
В 1956—1958 годах — грузчик-такелажник шестого разряда Московского завода внутришлифовальных станков.
В 1962 году окончил вечернее искусствоведческое отделение исторического факультета Московского государственного университета имени М. В. Ломоносова.
После неудачной попытки устроиться в музеи Московского Кремля, во время учёбы на втором курсе МГУ в 1959 году получил от своего преподавателя техники живописи и реставрации Виктора Васильевича Филатова предложение начать трудовую деятельность во Всероссийском реставрационном центре, расположенном в здании Марфо-Мариинской обители в Москве, где в 1959—1979 годах работал художником-реставратором в отделе иконописи.
С 1983 года — заведующий отделом и ведущий научный сотрудник Государственного научно-исследовательского  института реставрации (ГосНИИР) Архивная копия от 10 января 2010 на Wayback Machine (Всероссийского института реставрации) в Москве.
Бо́льшую часть своей жизни Ямщиков провёл в русской провинции, сначала занимаясь профилактическими реставрационными работами на произведениях иконописи, а затем обследуя музейные запасники, составляя реставрационную «Опись произведений древнерусской живописи, хранящихся в музеях РСФСР» и отбирая иконы для восстановления в Москве.
За сорок с лишним лет Савве Ямщикову удалось возродить сотни произведений иконописи, уникальные собрания русских портретов XVIII—XIX веков из различных музеев России, вернуть имена забытых художников. Организованные Ямщиковым выставки, на которых показывали открытия реставраторов, стали неотъемлемой частью русской культуры.
Кроме реставрационных выставок, Ямщиков сумел в советское время познакомить современников с сокровищами частных коллекций Москвы и Ленинграда — от икон до лучших образцов авангардного искусства. Владельцы личных собраний избрали его председателем Клуба коллекционеров Советского фонда культуры. Издав десятки книг, альбомов, каталогов, опубликовав сотни статей и интервью в периодической печати, Савва Ямщиков много лет вёл постоянные рубрики на «Центральном телевидении», в частности, «Служенье муз не терпит суеты», снимал редкие сюжеты в различных городах России и за рубежом.
Савва Ямщиков — автор многочисленных научных трудов, книг, альбомов, каталогов о русском искусстве, устроитель выставок, один из тех людей, кто несколько десятилетий боролся за сохранение культурного наследия России.
Савва Ямщиков был не только постоянным автором, но и защитником радио «Радонеж». Благодаря его помощи были отбиты попытки отобрать часы вещания радиостанции. Савва Ямщиков тесно сотрудничал с «Народным радио» (Москва).
С начала 1990-х годов Савва Ямщиков страдал от клинически выраженной депрессии, в связи с чем около десяти лет не выходил из дома и практически ни с кем не общался.

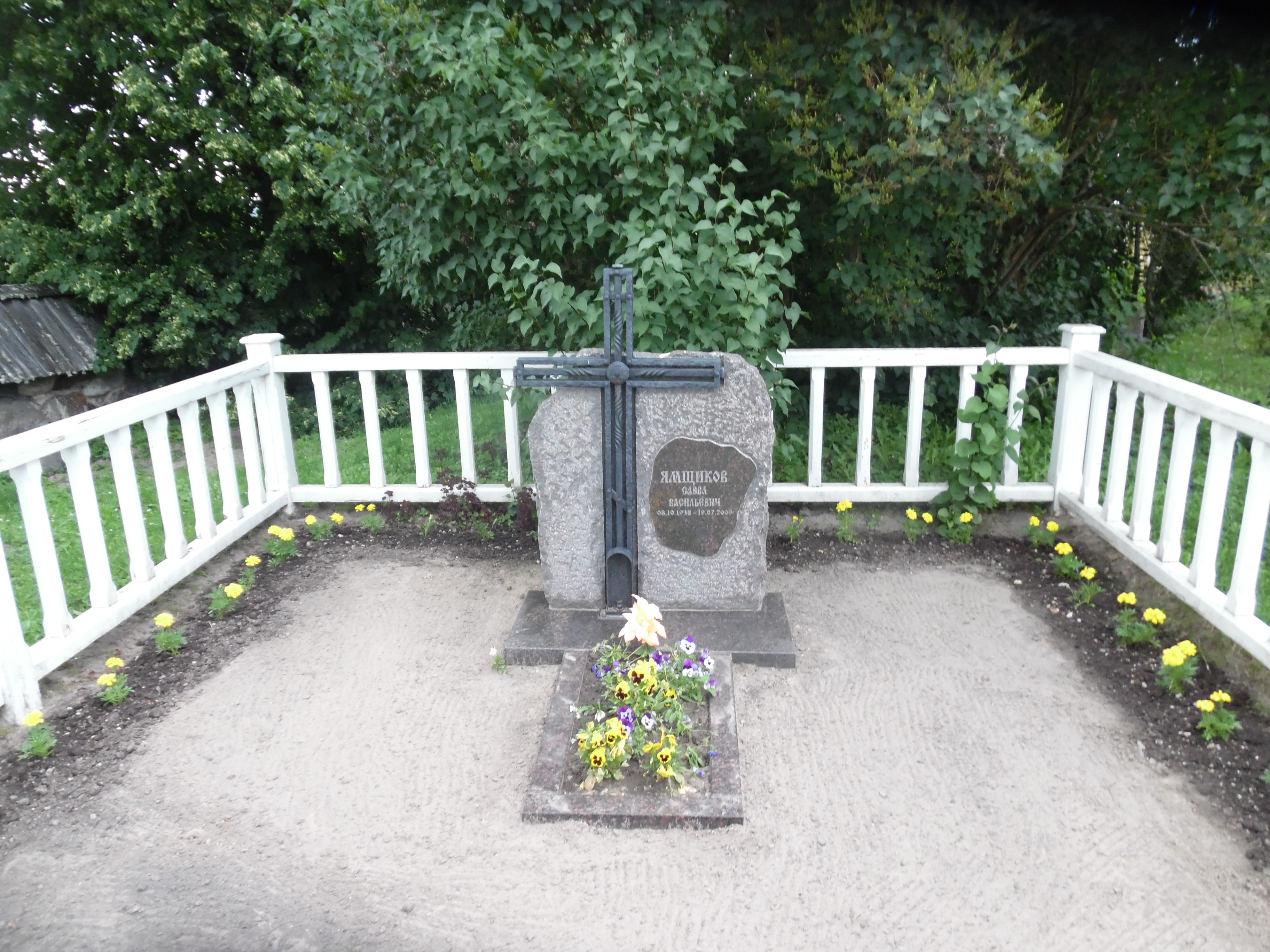
Могила Саввы Ямщикова в Псковской области.

15 июля 2009 года он прибыл в Псковскую область для участия в торжественном открытии выставки «Музей друзей Саввы Ямщикова» в Псковском музее-заповеднике. Однако не смог присутствовать на мероприятии, потому что неважно себя почувствовал и был доставлен в псковскую больницу, где перенёс операцию в связи с внезапно начавшимся язвенным кровотечением.
Савва Ямщиков скончался 19 июля 2009 года, на 71-м году жизни, после остановки сердца в больнице в Пскове, в которой 15 июля 2009 года был оперирован. Похоронен 22 июля 2009 года на Тригорском холме в Пушкинских Горах, у храма Георгия Победоносца на городище Воронич, рядом с могилой бывшего хранителя (директора) Государственного музея-заповедника А. С. Пушкина «Михайловское» Семёна Гейченко и около родового некрополя друзей А. С. Пушкина — владельцев села Тригорское Осиповых-Вульф.

### Семья
Савва Ямщиков был женат вторым браком на Валентине Михайловне Ганибаловой (род. 7 марта 1948, Ташкент, Узбекская ССР, СССР), артистке балета, солистке Ленинградского государственного академического театра оперы и балета имени С. М. Кирова. Дочь — Марфа Саввична Ямщикова (род. 1974), реставратор.

## Выставки
- «Ярославские портреты XVIII—XIX веков» — Ярославль — Москва — Ленинград
- «Живопись древней Карелии» — Москва, Выставочный зал Союза художников РСФСР, Кузнецкий мост, 20.
- «Живопись древнего Пскова» — Москва, Выставочный зал Союза художников РСФСР, Кузнецкий мост, 20.
- «Живопись Ростова Великого» — Москва, Выставочный зал Союза художников РСФСР, Кузнецкий мост, 20.

Организовал более трёхсот выставок.

## Книги
- Древнерусская живопись: Новые открытия : альбом / С. Ямщиков. — М.: Сов. художник, 1966 (2-е изд. — Л., 1969).
- Живопись Древней Карелии. — Петрозаводск, Карелия, 1966.
- Суздаль. Музей. — М., 1968.
- Сокровища Суздаля : сб. ст. / сост. С. Ямщиков. — М.: Изобр. иск-во, 1969. — 196 с.
- Русский музей. Иконы из собрания Русского музея : буклет / авт.-сост. С. Ямщиков. — М.: Сов. Россия, 1970.
- Суздаль / Авт.-сост. С. Ямщиков. — М.: Планета, 1970. — 89 с.
- Опись произведений древнерусской живописи, хранящихся в музеях РСФСР: материалы для реставрационного каталога. Ч. I: Псковский историко-художественный музей, Новгородский историко-художественный и архитектурный музей-заповедник, Кировский краеведческий музей, Рязанский краеведческий музей, Рязанский художественный музей. — М., 1970.
- Новые открытия московских реставраторов. — М., Планета, 1971 (совместно с Н. Голейзовским).
- Опись произведений древнерусской живописи, хранящихся в музеях РСФСР: материалы для реставрационного каталога. Ч. II: Ростовский историко-художественный и архитектурный музей-заповедник, Угличский историко-художественный музей, Переславль-Залесский историко-художественный музей, Горьковский художественный музей, Тотемский краеведческий музей, Костромской музей изобразительных искусств, Костромской историко-архитектурный музей-заповедник. — М., 1972.
- Псков. Музей. Древнерусская живопись. — М., 1973.
- Древнерусская живопись. Новые открытия. Живопись Обонежья XIV—XVIII в. — Л., Аврора, 1974 (совместно с Э. Смирновой).
- Русский портрет XVIII—XIX веков в музеях РСФСР: Тула, Смоленск, Ясная Поляна, Калинин, Новгород, Переславль-Залесский, Кострома, Ярославль, Горький, Псков : альбом. — М.: Изобр. иск-во, 1976. — 248 с.
- Кижи. Древняя живопись Карелии. — Петрозаводск, Карелия, 1979.
- Древний Новгород: История, Искусство, Археология: Новые исследования: сб. ст. / сост. С. Ямщиков. — М.: Изобр. иск-во, 1983. — 360 с.
- Древний Новгород: Прикладное искусство и археология: Альбом / Б. А. Колчин, В. Л. Янин, С. В. Ямщиков. — М.: Изобр. иск-во, 1985. — 166 с.
- Спасённая красота: Рассказы о реставрации памятников искусства: Книга для учащихся старших классов. — М.: Просвещение, 1986. — 192 с.
- Древняя живопись Карелии. — Петрозаводск: Карелия, 1986. — 152 с.
- Хранители вечного. — М., Мол. гвардия, 1987.
- Архимандрит Алипий. Человек. Художник. Воин. Игумен. — М.: Изд-во «Москва», 2004. — 488 c. — ISBN 5-98637-004-X[16]
- Мой Псков. — Псков, 2003. — 352 c. — ISBN 5-94542-045-X
- Послушание истине. Записки реставратора. — Иркутск: Издатель Сапронов, 2007. — 352 с. — ISBN 978-5-94535-086-1
- Созидающие. — М.: Русский мир, 2007. — 488 с. — (Большая московская библиотека). — ISBN 978-5-89577-107-5.
- Бремя русских. — М.: Алгоритм, 2008. — 368 с. — (Завтра). — ISBN 978-5-9265-0488-7
- Давайте одумаемся.
- Давайте одумаемся — 2.
- Давайте одумаемся — 3.
- Коллектив авторов. Псковская губерния. Савва Ямщиков / под ред. Л. М. Шлосберга. — Псков: Центр социального проектирования «Возрождение», 2010. — 432 с. — 2000 экз.[17]
- «Когда не стало Родины моей. Савва Ямщиков». — 2010.

Составитель
- Новые открытия советских реставраторов: Живопись. Графика. Скульптура. Прикладное искусство (Вып. 1) / Сост. Савелий Ямщиков; Гос. центр. худ. науч.-реставрац. мастерская им. акад. И. Э. Грабаря. Мин. культуры РСФСР. — М.: Сов. художник, 1973. — 56 с. — 30 000 экз.
- Новые открытия советских реставраторов: Солигаличские находки / Сост. Савелий Ямщиков; ВХНРЦ им. акад. И. Э. Грабаря. Мин. культуры РСФСР. — М.: Сов. художник, 1976. — 144 с. — 30 000 экз.
- Новые открытия советских реставраторов: Японская гравюра / сост. Савелий Ямщиков; отбор поэтич. текстов и пер. стихов с яп. Александра Долина; ВХНРЦ им. акад. И. Э. Грабаря. — М.: Сов. художник, 1979. — 144 с. — 40 000 экз.

## Фильмография
- 1966 — «Андрей Рублёв» («Страсти по Андрею») — консультант[18]
- 1986 — «Борис Годунов» — консультант
- 1980 — «Необходимая случайность» (документальный фильм) — Савелий Ямщиков, искусствовед
- 2006 — «Псковский набат. Сны о потерянном граде» — консультант[19]
- 2007 — «Советский архимандрит» (документальный фильм; Россия, ГТК «Телеканал „Россия“», 2007 год) — автор идеи, участник[20]
- 2008 — «Савва Ямщиков. Мой Псков» (документальный фильм; Россия, ГТРК «Псков», 2008 год) — участник[21]

## Звания и награды
- Заслуженный деятель искусств РСФСР (1982).
- академик, действительный член Российской академии естественных наук (РАЕН) (Отделение «Российская энциклопедия»)
- художник-реставратор высшей категории
- член Комиссии по рассмотрению вопросов о возвращении культурных ценностей.
- член Союза писателей России
- член президиума Всероссийского общества охраны памятников истории и культуры
- председатель Ассоциации реставраторов России,
- вице-президент Российского международного фонда культуры
- ведущий специалист Государственного научно-исследовательского  института реставрации (ГосНИИР) Архивная копия от 10 января 2010 на Wayback Machine (Всероссийского института реставрации)
- член Межведомственного совета по вопросам культурных ценностей
- председатель Клуба коллекционеров Советского фонда культуры
- член правления «Фонда Николая Васильевича Гоголя»
- премия Ленинского комсомола (1980) — за реставрацию и популяризацию произведений русских авторов XVIII—XIX веков
- орден святого благоверного князя Даниила Московского (РПЦ)
- орден «Полярная Звезда» (высшая награда Республики Саха (Якутия))
- серебряная медаль Академии художеств СССР (1982 год). Савва Ямщиков стал первым реставратором, удостоенным этой почётной награды за всю 225-летнюю историю академии[1][6]
- лауреат премии общественно-политической газеты «Труд» (17 февраля 2007 года) с присуждением почётного звания «Герой „Труда“» и вручением специального диплома и почётного знака[22][23]
- первый в истории России общественный орден для музейных работников «Василий Пушкарёв» (3 июня 2009 года)[24]
- лауреат Царскосельской художественной премии 2009 года (посмертно, 19 октября 2009 года)[25]

## Память

Мемориальная доска памяти Саввы Ямщикова на стене Псковского музея.

- 8 октября 2011 года в память о жертвенном служении Саввы Васильевича Ямщикова городу Пскову на здании Поганкиных палат (ул. Некрасова, дом 7) Псковского государственного объединённого историко-архитектурного и художественного музея-заповедника была установлена мемориальная доска[26], текст для которой написал Валентин Курбатов: «С твёрдой верой в силу креста и слова стоявшему за Псков духовному воину. Благодарные псковичи»[7].
- Савве Ямщикову посвящён телевизионный документальный фильм «Числюсь по России. Памяти Саввы Ямщикова» (Россия, ВГТРК, 2009 год, автор сценария — Татьяна Басова, режиссёр — Александр Смирнов)[27].
- В среду 7 ноября 2018 года в Государственном музее-памятнике «Исаакиевский собор» в Санкт-Петербурге состоялся концерт, посвящённый памяти искусствоведа и реставратора Савелия Ямщикова и приуроченный к 80-летию со дня его рождения. Были исполнены духовные сочинения композиторов Дмитрия Бортнянского, Василия Титова, Сергея Рахманинова, Альфреда Шнитке и Георгия Свиридова в исполнении Концертного хора Санкт-Петербурга под управлением Андрея Охлобыстина[28].
- Савве Ямщикову посвящён телевизионный документальный фильм «Савва Ямщиков. Моя Россия» (Россия, ВГТРК, 2019 год, автор сценария и режиссёр-постановщик — Алексей Денисов)[7].
- 8 октября 2020 года, в день рождения Саввы Ямщикова, ему открыт трёхметровый бронзовый памятник у Покровской башни в Пскове[29], которая была сожжена в «лихие девяностые» пьяными недорослями, превратившими её в отхожее место, и восстановлена благодаря усилиям Саввы Васильевича[7].
- 8 октября 2020 года в Пушкинских Горах состоялось открытие «Музея друзей Саввы Ямщикова». Новый музей — это своеобразный центр памяти реставратора, созданный усилиями президента Фонда исторической фотографии имени Карла Буллы Валентина Эльбека, который в прошлом году приобрел старинный особняк 1840-х годов, расположенный вблизи Святогорского монастыря[30].